# Ponte de Justiniano

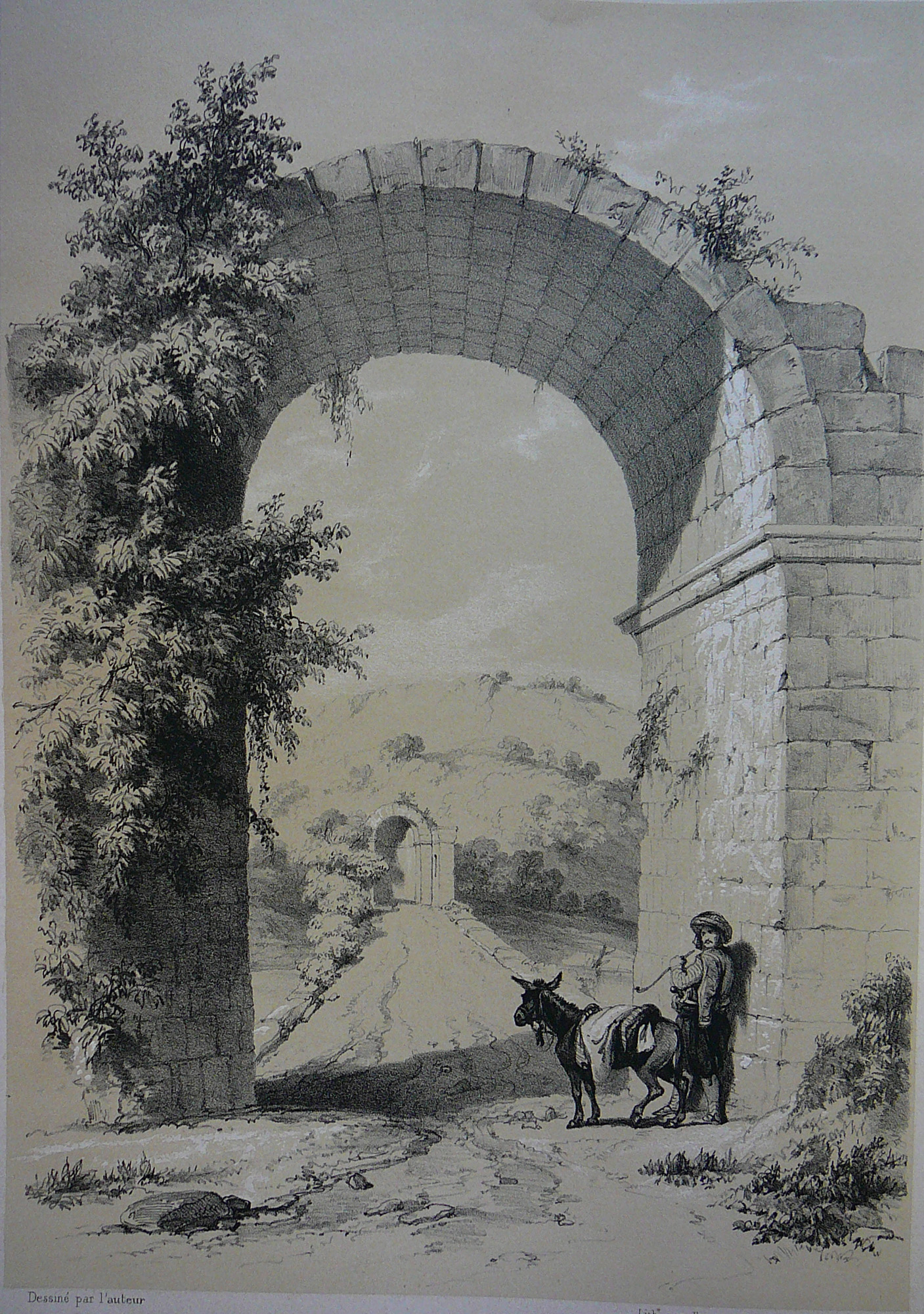
Vista das ruínas do arco do triunfo no lado oeste da ponte (1838)

A ponte de Justiniano ou ponte do Sangário é uma ponte romana sobre o rio Sacaria na Anatólia, atual Turquia. Foi construída pelo imperador bizantino Justiniano I (527-565) para melhorar as comunicações entre a capital Constantinopla e as províncias orientais do império.
Com um tamanho extraordinário de 430 metros, a ponte foi mencionada por vários escritores contemporâneos e tem sido associada a um suposto projeto, inicialmente associado a Plínio, o Jovem, ao imperador Trajano, de construir um canal navegável que iria contornar o Bósforo.